# جون راندال ووكر
جون راندال ووكر (بالإنجليزية: John Randall Walker)‏ هو محامي وسياسي أمريكي، ولد في 23 فبراير 1874، وتوفي في 21 يوليو 1942 في بلاكشير في الولايات المتحدة. حزبياً، نشط في الحزب الديمقراطي. وقد انتخب عضو مجلس نواب جورجيا وانتخب عضو مجلس النواب الأمريكي.